# Vimianzo
Vimianzo község Spanyolországban, A Coruña tartományban. Vimianzo Camariñas, Muxía, Dumbría, Mazaricos, Zas és Laxe községekkel határos. Lakosainak száma 6808 fő (2024).

## Népesség
A település népessége az utóbbi években az alábbiak szerint változott:
| Lakosok száma | 8787 | 8517 | 8402 | 8204 | 8039 | 7710 | 7378 | 7057 | 6925 | 6808 |
|               | 2001 | 2004 | 2006 | 2009 | 2011 | 2014 | 2016 | 2019 | 2021 | 2024 |